# Rospotrebnadzor

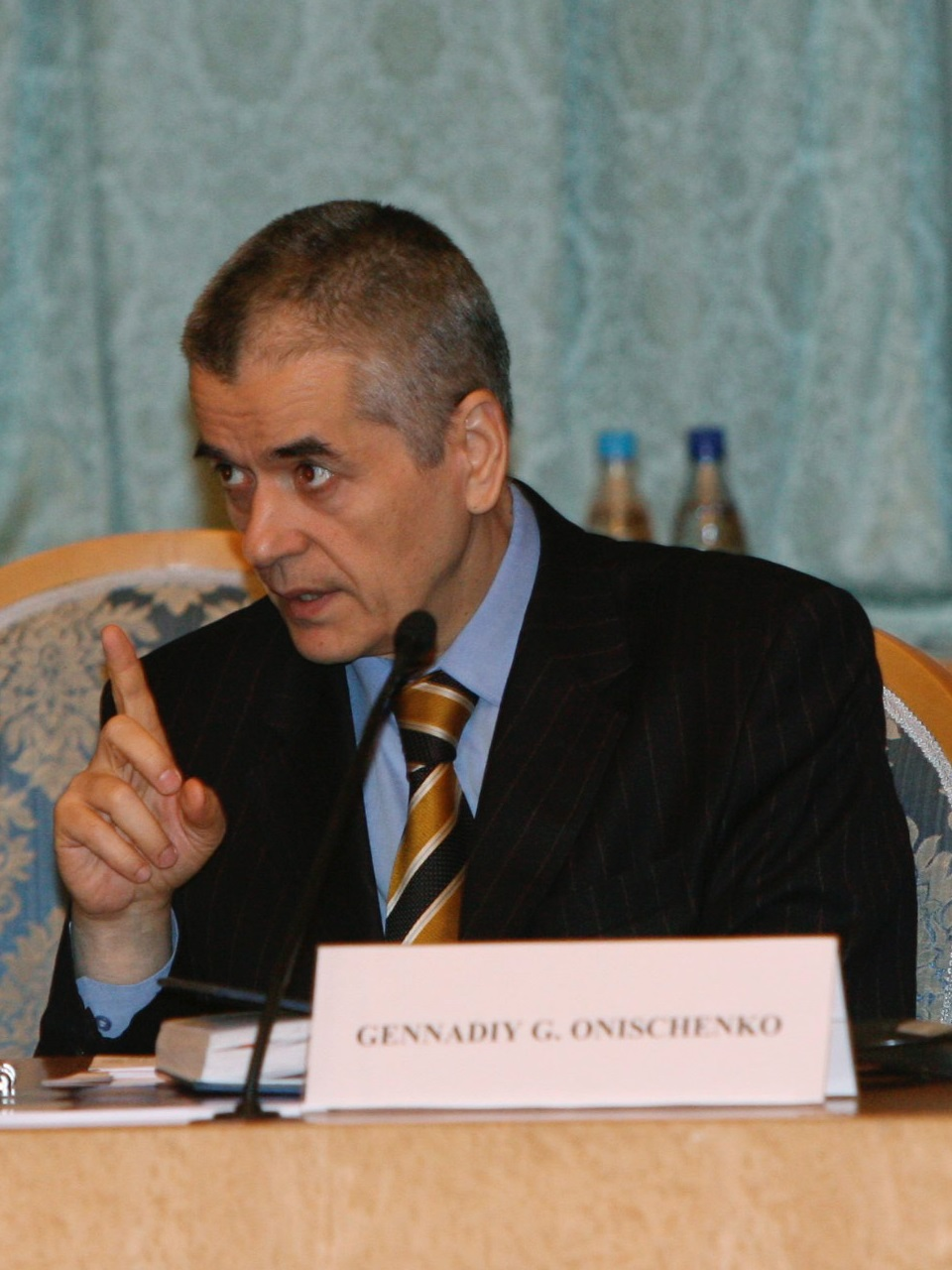
Ghenadi Onișcenko a condus Rospotrebnadzor-ul timp de 9 ani

Serviciul federal pentru supravegherea în domeniul protecției drepturilor consumatorilor și bunăstării populației (în rusă Федеральная служба по надзору в сфере защиты прав потребителей и благополучия человека; abreviat Роспотребнадзор = Rospotrebnadzor) este serviciul federal responsabil pentru supravegherea protecției drepturilor consumatorilor și bunăstării omului în Rusia. Acest serviciu a fost fondată în 2004. Din mai 2012 Rospotrebnadzor a fost exclus din cadrul Ministerului rus al Sănătății și rapoartează direct guvernului rus. 

## Controverse
La 10 septembrie 2013 Rospotrebnadzor a interzis importul de vinuri din Republica Moldova, pe marginea aprofundării relațiilor din RM și Uniunea Europeană. În martie 2014, Dmitri Rogozin a recunoscut că blocarea vinurilor produse în Republica Moldova de către Federația Rusă ca și ridicarea embargoului pentru Găgăuzia poartă strict un caracter politic.

## Conducători
- Ghenadi Onișcenko (12 martie 2004 – 23 octombrie 2013);
- Anna Popova (din 10 aprilie 2014 [interimat 2013–14])[2].

## Vezi și
- Embargoul rus asupra vinurilor din Republica Moldova și Georgia (2006)
- Embargoul rus asupra vinurilor din Republica Moldova (2013-prezent)

## Legături externe
- ru en Site web oficial Arhivat în 10 iulie 2022, la Wayback Machine.